# 판처파우스트 3
판처파우스트 3(독일어: Panzerfaust 3)는 2차 세계대전 때 사용되던 경보병 대전차 무기 판처파우스트의 최신 버전으로, 현재 대한민국 등 여러 국가에서 사용중에 있다. 판처파우스트 3은 독일의 다이너마이트 노벨사(Dynamit Nobel Defence GmbH)에서 개발하였으며, 한국에서는 육군 대전차 무기로 사용하고 있으며, 보병 소대에 배치하고 있다.
판처파우스트 3은 다른 대전차 병기에 비해 반동이 적어 좁은 공간에서도 사용이 가능하며 병사 1명이 직접 들고 발사할 수 있다. 또한 판처파우스트 3의 탄두는 탄두 앞을 조절하여 경차량 이나 혹은 지면 목표, 강화 콘크리트 등의 파괴에도 사용할 수 있다.

## 같이 보기
- RPG-7
- 판처파우스트